# Берёзовый (приток Онигмы)
Берёзовый — ручей в России, протекает по территории Чернопорожского сельского поселения Сегежского района Республики Карелии. Длина ручья — 13 км.
Ручей берёт начало из ламбины без названия на высоте выше 113 м над уровнем моря.
Течёт преимущественно в юго-восточном направлении по заболоченной местности.
Ручей в общей сложности имеет восемь притоков суммарной длиной 23 км. Основной из них — ручей Ристиоя.
Втекает в реку Онигму, впадающую в Ондское водохранилище. Через Ондское водохранилище протекает река Онда, впадающая в Нижний Выг.
Населённые пункты на ручье отсутствуют.
Код объекта в государственном водном реестре — 02020001312202000006458.

## Фотографии
|  |  |